# Sono matta da legare
Sono matta da legare è un album della cantante italiana Milva, pubblicato dall'etichetta discografica Ricordi nel 1974 nei formati long playing e musicassetta e nel 1999 su compact disc.
L'orchestra è diretta da Natale Massara.
Dal disco sono tratti due singoli: Monica delle bambole/Domenica, domenica, il cui brano principale viene presentato al Festival di Sanremo, e L'uomo questo mascalzone/Senza te.

## Tracce

### Lato A
1. Monica delle bambole
2. Una donna sola (The Lady with the Braid)
3. L'uomo dal mantello rosso
4. È già finita
5. Luce

### Lato B
1. Sono matta da legare
2. Senza te
3. Perdersi
4. Non arrenderti (Keep Your Hand on the Plow)
5. L'uomo questo mascalzone
6. Viva te